# Refuge de Rabuons
Das Refuge de Rabuons ist eine Schutzhütte der Sektion Nice-Mercantour des Club Alpin Français in der Gemeinde Saint-Étienne-de-Tinée im Département Alpes-Maritimes in der Region Provence-Alpes-Côte d’Azur in Frankreich und befindet sich im Mercantour-Gebirge. Von der Hütte kann man den Lac de Rabuons sehen.